# Johann Friedrich Pries
Johann Friedrich Pries (* 29. September 1776 in Ribnitz; † 20. Januar 1832 in Rostock) war ein deutscher Pädagoge und Professor an der Universität Rostock.

## Leben
Johann Friedrich Pries war der Sohn des Theologen Joachim Heinrich Pries d. J. (1747–1796) und dessen Frau Marie Friederike Katharina Stier (1758–1809), Tochter eines Elbzollkommissars aus Dömitz. Seine erste schulische Ausbildung erhielt er vom Vater und Privatlehrern. Ab 1788 besuchte er die Große Stadtschule in Rostock. Ab 1791 begann er ein Theologie-, Philosophie- und Philologiestudium an der Rostocker Universität, das er von 1798 bis 1800 an der Universität Göttingen fortsetzte. Nach seiner Rückkehr wurde er 1801 an der Philosophischen Fakultät zum Dr. phil. promoviert. Von 1803 bis 1805 war er als Privatdozent tätig.
1805 wurde er zum rätlichen ordentlichen Professor der Moral und Ästhetik an die Universität berufen. Vorlesungen hielt er zur Geschichte der schönen Künste, Dichtkunst, Religionsphilosophie, allgemeinen Geschichte der Philosophie, daneben hielt er auch Vorträge über englische Klassiker, besonders zu Shakespeare. 1818 wurde er ordentliches Mitglied des Berliner Vereins für deutsche Sprache, ebenso war er Mitglied des Heimatbundes Mecklenburg. Neben seiner Professur war er von 1828 bis 1831 Mitdirektor und 1830–1831 Vorsitzender des Direktoriums der Großen Stadtschule und dort auch als Lehrer der neueren Sprachen in der Oberstufe tätig. Pries übte seine Professur bis 1832 aus, in dieser Zeit war er viermal Rektor der Universität und mehrfach Dekan der Philosophischen Fakultät.
Johann Friedrich Pries war ab dem 11. Januar 1815 verheiratet mit Ernestine, geb. Saniter, einer Tochter des großherzoglichen Licentverwalters in Ribnitz. Das Paar hatte sieben Söhne. Einer dieser Söhne war Joachim Heinrich (Hermann) Pries (1819–1893), Jurist und Landsyndikus in Rostock. Dessen bekannte Söhne waren Adolf Pries (1851–1930), Verwaltungsjurist und Bürgermeister von Neubrandenburg, Robert Pries (1852–1928), evangelisch-lutherischer Theologe in Rostock und Friedrich Pries (1859–1937), Architekt und mecklenburgischer Baubeamter in Schwerin.

## Schriften (Auswahl)
- Ueber Meditation, 1812
- Ueber Ehre und Vaterlandsliebe, 1815
- Ueber Wohltun und Dankbarkeit, 1819
- Denkschrift an die Städte Mecklenburgs bei der Enthüllung von Blüchers Bildsäule, 1819
- Ideen zur Chronographie, 1827